# Blanzy-lès-Fismes
Blanzy-lès-Fismes és un municipi francès situat al departament de l'Aisne i a la regió dels Alts de França. L'any 2007 tenia 95 habitants.

## Demografia

### Població
El 2007 la població de fet de Blanzy-lès-Fismes era de 95 persones. Hi havia 32 famílies de les quals 8 eren unipersonals (8 dones vivint soles i 8 dones vivint soles), 12 parelles sense fills i 12 parelles amb fills.
La població ha evolucionat segons el següent gràfic:
Habitants censats

### Habitatges
El 2007 hi havia 41 habitatges, 38 eren l'habitatge principal de la família, 1 era una segona residència i 3 estaven desocupats. Tots els 41 habitatges eren cases. Dels 38 habitatges principals, 28 estaven ocupats pels seus propietaris i 10 estaven llogats i ocupats pels llogaters; 5 tenien tres cambres, 12 en tenien quatre i 21 en tenien cinc o més. 36 habitatges disposaven pel capbaix d'una plaça de pàrquing. A 19 habitatges hi havia un automòbil i a 17 n'hi havia dos o més.

### Piràmide de població
La piràmide de població per edats i sexe el 2009 era:
| Homes | Edats   | Dones |
| ----- | ------- | ----- |
| 0     | 95 o +  | 0     |
| 4     | 90 a 94 | 0     |
| 0     | 85 a 89 | 0     |
| 0     | 80 a 84 | 4     |
| 0     | 75 a 79 | 0     |
| 0     | 70 a 74 | 0     |
| 8     | 65 a 69 | 4     |
| 4     | 60 a 64 | 4     |
| 4     | 55 a 59 | 0     |
| 0     | 50 a 54 | 0     |
| 4     | 45 a 49 | 4     |
| 8     | 40 a 44 | 4     |
| 4     | 35 a 39 | 4     |
| 4     | 30 a 34 | 8     |
| 4     | 25 a 29 | 0     |
| 0     | 20 a 24 | 0     |
| 0     | 15 a 19 | 0     |
| 8     | 10 a 14 | 4     |
| 8     | 5 a 9   | 12    |
| 8     | 0 a 4   | 0     |

## Economia
El 2007 la població en edat de treballar era de 61 persones, 36 eren actives i 25 eren inactives. De les 36 persones actives 33 estaven ocupades (19 homes i 14 dones) i 3 estaven aturades (2 homes i 1 dona). De les 25 persones inactives 9 estaven jubilades, 9 estaven estudiant i 7 estaven classificades com a «altres inactius».
Activitats econòmiques
Dels 2 establiments que hi havia el 2007, 1 era d'una empresa extractiva i 1 d'una empresa de construcció.
L'únic servei als particulars que hi havia el 2009 era una fusteria.
L'any 2000 a Blanzy-lès-Fismes hi havia 3 explotacions agrícoles que ocupaven un total de 603 hectàrees.

## Poblacions més properes
El següent diagrama mostra les poblacions més properes.